# El gos indomable
El gos indomable (títol original: The Call of the Wild: Dog of the Yukon) és una pel·lícula canadenca. És una adaptació de la novel·la de Jack London La crida del bosc. Ha estat doblada al català.

## Argument
Adaptació de la famosa novel·la del nord-americà Jack London "The Call of the Wild", sobre un gos anomenat Buck, les aventures del qual han delectat a petits i grans durant gairebé un segle. Buck és l'estimada i mimada mascota del Ranxo del jutge Miller a Califòrnia. Un dia, Buck és robat per un treballador i venut per pagar un deute de joc. Apallissat i portat a Yukon, Buck serà ensinistrat com a gos de trineu sota la llei de: matar o morir; menjat o ser menjat. Al cor de la foscor àrtica es trobarà amb John Thornton (Rutger Hauer) que després d'una agitada baralla aconsegueix alliberar-lo i junts comencen una nova i apassionant aventura a la recerca d'un tresor preat. Buck aconsegueix tornar el favor a Thornton salvant la seva vida en una baralla però ara ha arribat el moment d'elegir entre la fidelitat que estableixi cap al seu amo i la crida de les seves arrels salvatges que és cada vegada més forta.

## Repartiment
- Rutger Hauer
- Bronwen Booth
- Charles Edwin Powell
- Burke Lawrence
- Luc Morrissette
- Robert Pierre Côté
- John Novak
- Raymond Ducasse